# Добровольчий жіночий легіон

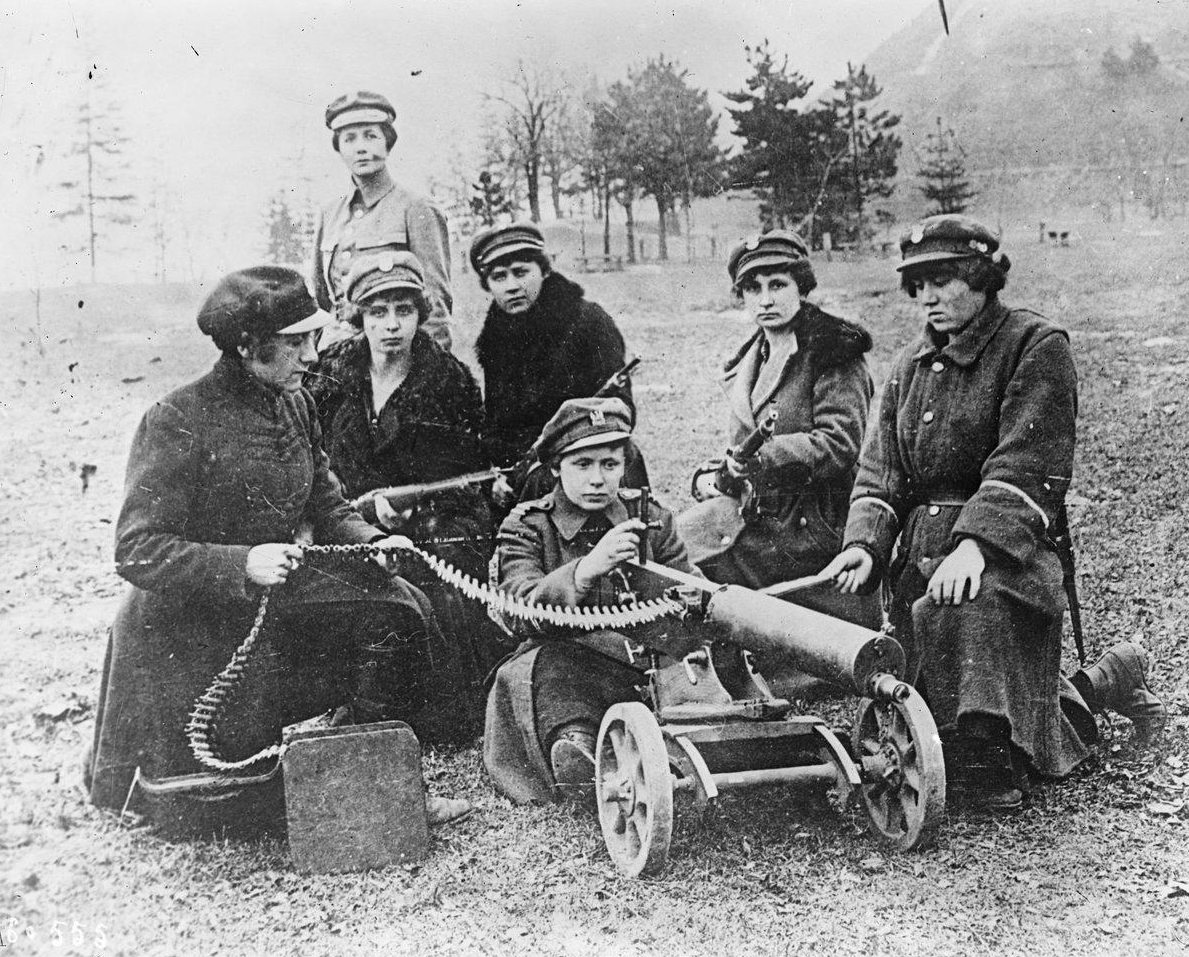
Олександра Загорська (на задньому плані) з жінками з OLK, які підтримують кулемет Максим

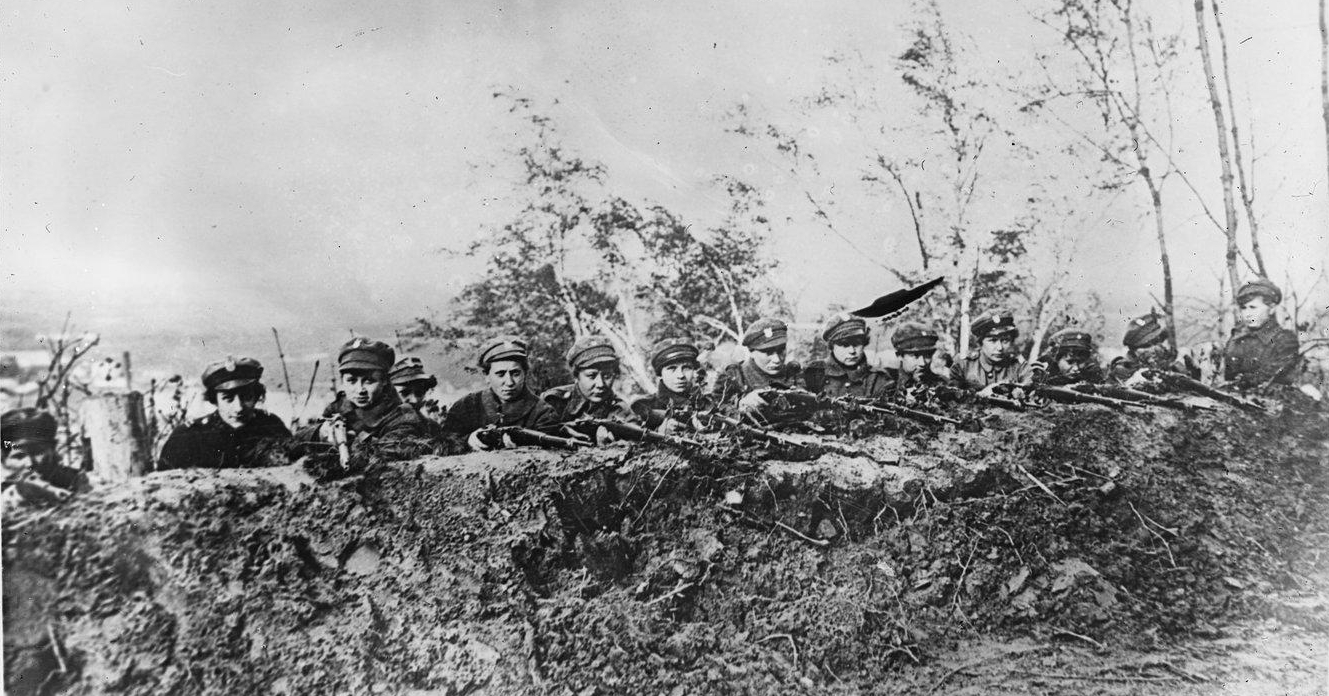
OLK в окопах

Добровольчий жіночий легіон (пол. Ochotnicza Legia Kobiet (OLK)) — польська добровольча військова організація, створена у Львові в 1918 році жінками, які боролися за незалежність Польщі. Членкині організації брали участь у львівській битві під час Польсько-української війни та Польсько-радянської війни, в тому числі у боях за Вільнюс.

## Історія

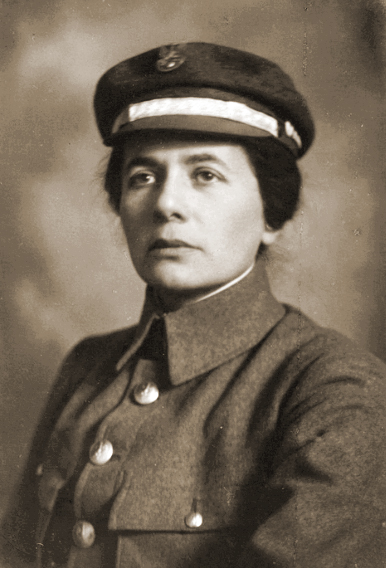
Олександра Загорська

Початки організації сягають 28 листопада 1918 р., Коли львів'янки сформували добровольчий підрозділ жіночої міліції, що діяв у складі муніципальної Громадянської гвардії. Спочатку жінки виконували функції адміністративної, кур'єрської та охоронної служби, а також допоміжні функції, але в міру загострення конфлікту також брали участь у боях нарівні з чоловіками. У грудні 1918 р. міське командування перетворило жіночу міліцію в військове збройне формування, яке офіційно називалося Ochotnicza Legia Kobiet. Олександра Загорська, яка була першою коменданткою кур'єрів OLK, вважається ініціаторкою та організаторкою формування. Під час боїв за Львів вона втратила 14-річного сина Єжи, який загинув на Личаківському кладовищі. Інтенсивність бойових дій та дефіцит особового складу означали, що за потреби жінок направляли на першу лінію боїв з українцями. Часто рішення про участь у бойових діях приймалися добровільно. Прикладом може бути Гелена Буджвідна, яка не виконала наказ про організацію санітарного пункту та долучилася до боїв разом з польськими солдатами добровільно, бо «воліла стріляти». Під час боїв за Львів було близько 400 жінок в OLK. До кінця 1918 року у боях за місто боролися загалом 66 солдаток.

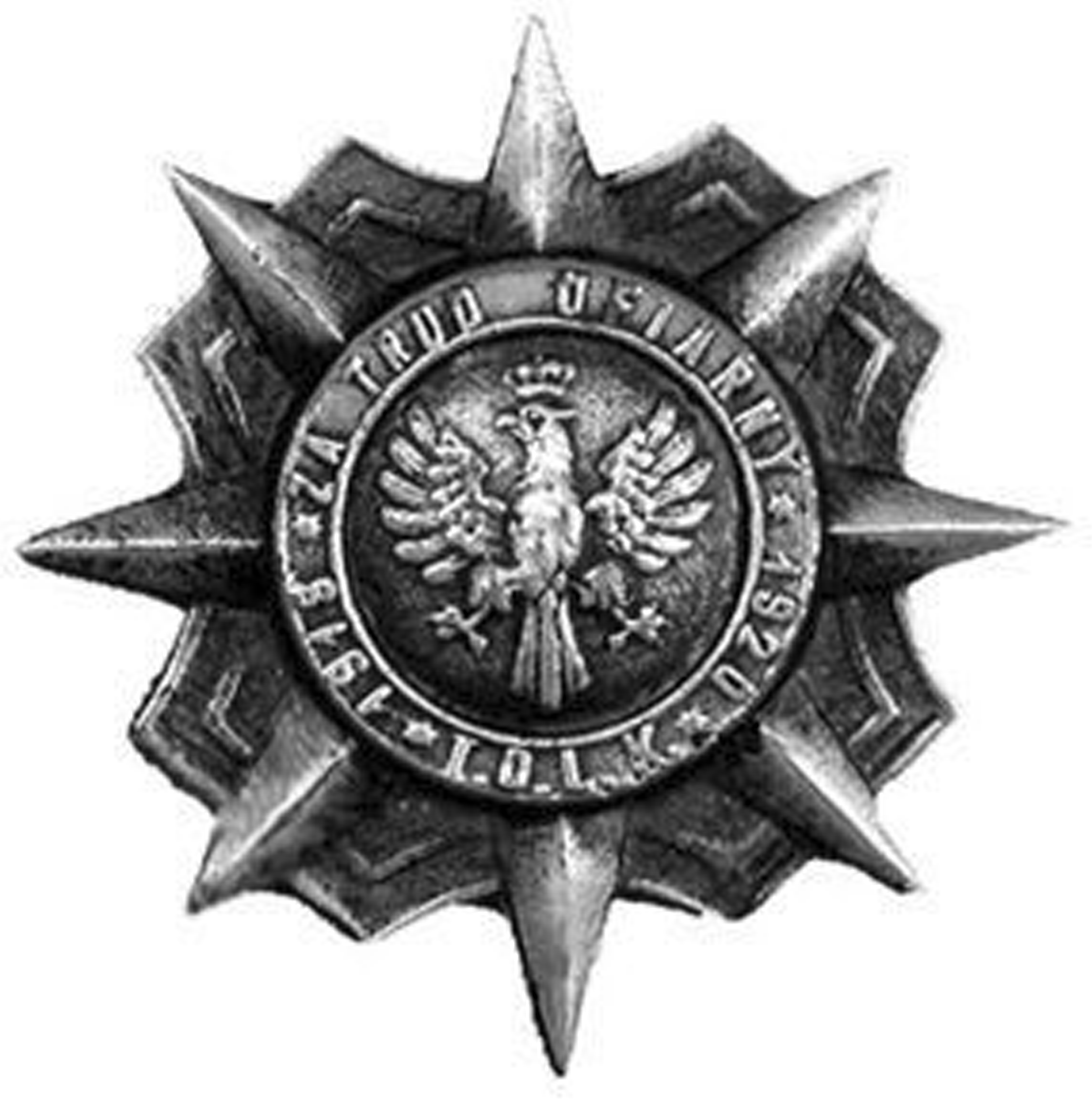
Значок Добровольчого легіону жінок у Львові (OLK) 1918—1920

Під час Польсько-радянської війни організація розширилась до 2500 доброволиць та брала участь у військових діях, в тому числі у Варшаві та Вільнюсі (з травня 1919 р.). У Вільнюсі в середині 1919 року Добровольчий легіон жінок під командуванням Ванди Герц брав участь в обороні міста проти більшовиків. Жінки з OLK служили практично у всіх типах польських військ, крім бронетанкових та військово-повітряних сил. Їх можна було знайти в рядах піхоти, кінноти, артилерії, санітарної служби і в розвідці.
Після війни організація була розпущена в 1922 році. Наприкінці 1921 року, перед наказом про демобілізацію добровольців з OLK, особовий склад організації становив 2530 доброволиць.